# Talmi-Teszup

Mapa hetyckiej Anatolii i Syrii

Talmi-Teszup (luw. Ura-Tarhunzas) – hetycki wicekról Karkemisz, syn i następca Ini-Teszupa. Rządził w Karkemisz w czasach panowania hetyckiego króla Suppiluliumy II (przełom XIII/XII w. p.n.e.). Według zachowanego traktatu pomiędzy obu królami Suppiluliuma II uważał Talmi-Teszupa za władcę równego mu statusem. Talmi-Teszup utrzymywał dobre stosunki z Ammurapim z Ugarit i osobiście pośredniczył przy jego rozwodzie z hetycką księżniczką Ehli-Nikkal.